# 닐스 아스테르

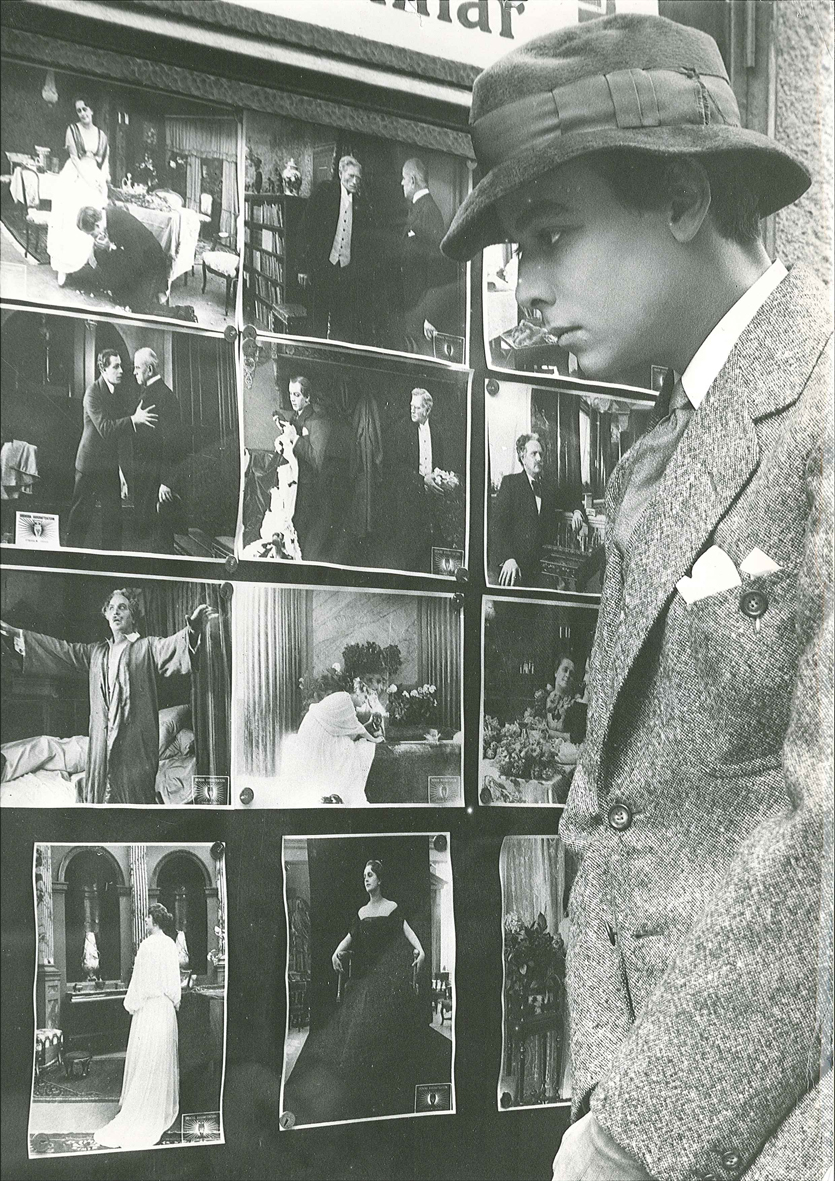

닐스 아스테르(스웨덴어: Nils Asther, 1897년 1월 17일 ~ 1981년 10월 19일)는 스웨덴의 배우이다.
덴마크 코펜하겐에서 태어났으며 스톡홀름에서 사망하였다. 사인은 질병이다.

## 영화
- 래시의 아들 (1945년)
- 나잇 몬스터 (1942년)
- 스웨터 걸 (1942년)
- 밤쉘 (1933년)
- 옌 장군의 쓰디쓴 차 (1933년)
- 레티 린턴 (1932년)
- 코사크 (1928년)
- 소렐과 아들 (1927년)
- 황금 나비 (1926년)